# Seynod
Seynod é uma ex-comuna francesa na região administrativa da Alta Saboia, região de Auvérnia-Ródano-Alpes. Estendeu-se por uma área de 19,17 km². Em 2010 a comuna tinha 18 842 habitantes (densidade: 982,9 hab./km²).
Em 1 de janeiro de 2017 foi fundida na comunas de Annecy.